# Řídicí tyč
Řídicí tyče (nebo také absorpční tyče) slouží k řízení jaderného reaktoru a jsou klíčovou součástí systému nouzového odstavení reaktoru (SCRAM). Obsahují materiál, který intenzivně absorbuje neutrony. Pohlcením neutronů dochází ke zpomalení nebo zastavení štěpné řetězové reakce. Mezi nejrozšířenější absorbátory patří bór a kadmium.

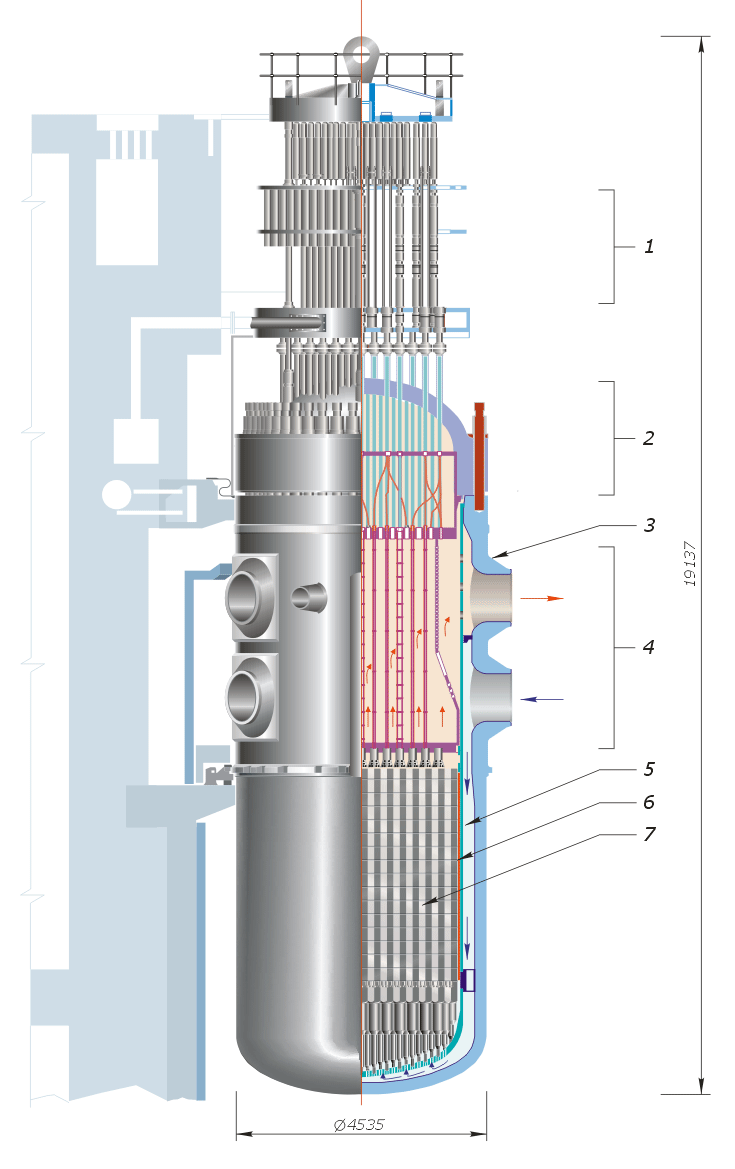
Vertikální řez reaktorovou nádobou VVER-1000, kterou jsou vybaveny například oba dva Temelínské reaktory. Pozice: 1) Pohony řídicích tyčí 2) Vrchní část reaktoru 3,4) Vstupní a výstupní nátrubky 5) Šachta reaktoru 6,7) Oblast aktivní zóny

## Základní popis
Řízení výkonu jaderného reaktoru se ve skutečnosti provádí pomocí řízení reaktivity. Pohybem řídicí tyče v aktivní zóně reaktoru se reaktivita mění. Částečným (nebo úplným) zasunutím řídicí tyče do aktivní zóny se zvýší počet neutronů zachycených absorbátorem. Pokud má reaktor před změnou polohy řídicí tyče reaktivitu ρ = 0, dochází tak v dalších neutronových generacích k postupnému snižování počtu neutronů, a tím i k postupnému snižování tepelného výkonu. Naopak vysunutím řídicí tyče dochází ke snížení počtu pohlcovaných neutronů, a tedy i k postupnému zvyšování výkonu reaktoru.

Řídicí tyče ovlivňují průběh štěpné řetězové reakce dvěma mechanismy:
- absorpce neutronů,
- změna prostorové závislosti hustoty toku neutronů, zvýšení úniku neutronů.

Další možností regulace štěpné reakce je rozpuštěný absorbátor v moderátoru nebo chladivu (kyselina boritá), případně vyhořívající absorbátory. Výhodou rozpustných absorbátorů je, že jejich koncentrace je rovnoměrná v celém objemu cirkulujícího chladiva v aktivní zóně a nedochází tak k deformaci neutronového toku. Změnou koncentrace měníme reaktivitu vázanou v rozpustném absorbátoru. To nám umožňuje snížit počet kompenzačních tyčí v reaktoru. Vzhledem k vysokým nákladům na regulační tyče a jejich hnací mechanizmy to vede ke snížení investičních nákladů.

## Používané materiály
Používané materiály musí mít vysoký účinný průřez pro absorpci neutronů v energetickém intervalu, ve kterém probíhá štěpení. Teplota tání absorpčního materiálu musí být vyšší než maximální teploty dosahované v aktivní zóně. Pro výrobu řídicích tyčí se používá zejména bór (karbid bóru, bórová ocel), kadmium nebo hafnium.

## Typy řídicích tyčí
Všechny řídicí tyče nejsou určeny k bezprostřední regulaci, ale dle jejich funkce je můžeme rozdělit na regulační, kompenzační, havarijní, vyrovnávací a zónové.
Jednotlivé typy se většinou liší jen množstvím, popřípadě rozložením a druhem materiálu absorbátoru. Tyče pak mají rozdílnou váhu reaktivity. Pro případ okamžitého zastavení štěpné řetězové reakce bývá v havarijních tyčích mnohem vyšší koncentrace absorbátoru než v tyčích regulačních.

#### Regulační tyče
Regulační tyče upravují okamžité změny výkonu reaktoru. Tyto tyče reagují na jakoukoliv změnu výkonu a podle okamžité potřeby se do aktivní zóny zasunují nebo se z ní vysunují. Tím se udržuje stav aktivní zóny ρ = 0. Regulují hlavně hustotu toku neutronů. 
Nevýhodou je to, že způsobují nerovnoměrné prostorové rozložení neutronového toku v aktivní zóně. Proto se využívá velkého počtu tyčí, což umožňuje ovládat neutronový tok uvnitř reaktoru tak, aby byl co nejrovnoměrnější.
Pro tento účel není nutné, aby tyče měly v sobě vázanou velkou reaktivitu.

#### Kompenzační tyče
Kompenzační tyče mají za úkol kompenzovat postupné vyhořívání paliva v jaderném reaktoru. Jedná se tak o dlouhodobou kompenzaci. Tyče jsou na počátku kampaně (tj. na začátku cyklu výměny paliva) do aktivní zóny více zasunuty, aby eliminovaly přebytečnou reaktivitu. Jak se v průběhu provozu v palivu hromadí produkty štěpení a neutronová bilance se zhoršuje, tyče se postupně vysouvají. U tlakovodních reaktorů částečně přebírá roli kompenzačních tyčí kyselina boritá H3BO3 přimíchána v chladicí vodě respektive v moderátoru. Při spuštění reaktoru je koncentrace kyseliny borité ve vodě vyšší, a čím více se spotřebovává palivo v aktivní zóně, tím se koncentrace kyseliny borité řízeně ve vodě snižuje.
Proces vyhořívání paliva je pomalý, a proto i nároky na rychlost přestavování kompenzačních tyčí jsou zhruba o dva řády nižší oproti tyčím regulačním.

#### Havarijní tyče
Jsou připraveny pro případ okamžitého zastavení štěpné reakce v reaktoru. Za normálního stavu jsou vysunuty mimo aktivní zónu, v případě havárie spadnou volným pádem do reaktoru, čímž během několika vteřin prakticky zastaví štěpnou řetězovou reakci.
V tlakovodních reaktorech se využívá volného pádu tyčí umístěných nad aktivní zónou uvolněním elektromagnetu. Stejný přístup je volen i u plynem chlazených reaktorů typu Magnox, AGR či HTGR. V případě HTGR jsou havarijní tyče zasunuty do otvorů vyřezaných v grafitových blocích. V případě PBR s kulovým ložem jsou havarijní tyče vloženy do okolního grafitového reflektoru.
U některých typů reaktorů se tyče do aktivní zóny vstřelují, což umožňuje ještě rychlejší zasunutí.
Je tomu tak u varných reaktorů, kde jsou tyče hydraulicky vystřelovány zespoda tlakové nádoby.
V případě generace reaktorů III+ jsou havarijní tyče umístěné v izolovaných kanálech nad aktivní zónou a spustí se do aktivní zóny vlastní vahou v případě indikace nestandardního stavu. Každý z těchto systémů je schopen během několika sekund snížit výkon reaktoru o 90 %. Tento způsob je realizován například u kanadského pokročilého reaktoru CANDU ACR-1000, kde je aplikován ještě bezpečnostní systém ve formě sestavy horizontálních trysek, které při havárii vypustí do moderátoru kapalné GdNO3 vyznačující se vysokou absorpcí neutronů.
Účinnou složkou absorbující neutrony je většinou bór ve formě oceli legované bórem, řidčeji kadmium nebo hafnium ve formě slitin. Velikost reaktivity vázané havarijními tyčemi musí být taková, aby uvedla reaktor do podkritického stavu za všech projektových okolností. Rychlost zasouvání havarijních tyčí musí být vysoká. Je to dáno snahou co nejrychleji reaktor odstavit a vyhnout se stavu, kdy by uvolněná reaktivita provázející pokles výkonu mohla způsobit dodatečně jeho opětovný růst.
Pro případ okamžitého zastavení výkonu reaktoru bývá v havarijních tyčích mnohem vyšší koncentrace absorbátoru než v tyčích regulačních či kompenzačních.

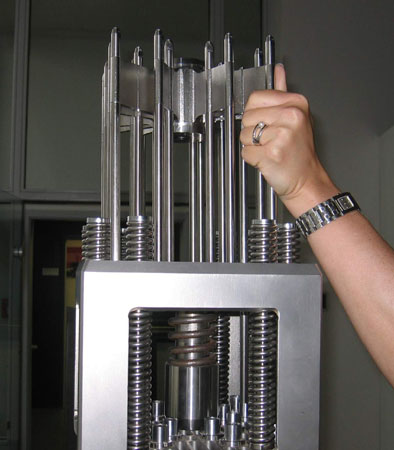
Model zařízení řídicích tyčí pro reaktor PWR na výstupu z reaktoru.

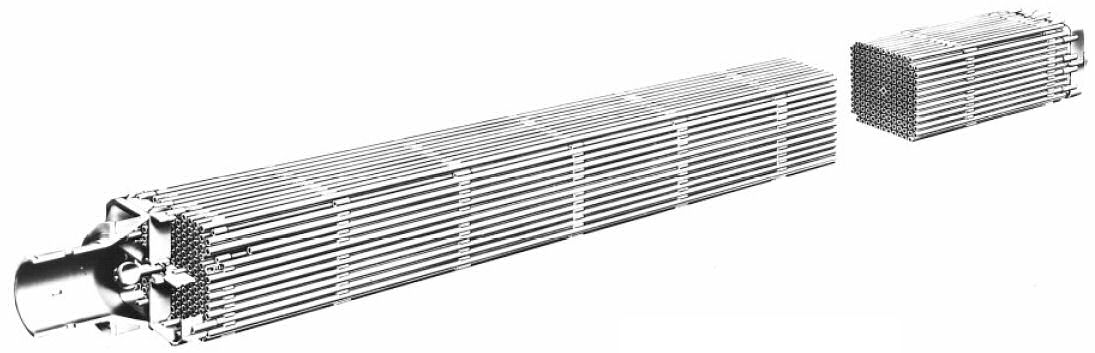
Klasická konstrukce palivového souboru tlakovodních reaktorů západní koncepce. V tomto případě palivová kazeta z reaktoru nákladní lodě NS Savannah.

U moderních reaktorů typu PWR (VVER) přejímají všechny tři výše uvedené funkce zařízení nazývané havarijní soubory a regulační soubory. Ty mohou mít tvar šestihranných kazet nebo tzv. klastrů. Klastry jsou trubičky v palivovém souboru, ve kterých se řídicí tyče pohybují.

#### Vyrovnávací a zónové tyče
Využívají se u velkých aktivních zón. Úkolem vyrovnávacích tyčí je zrovnoměrnit neutronový tok a tím i výkon jednotlivých kazet či palivových kanálů po poloměru reaktoru. U velkých reaktorů hrozí nebezpečí vzniku prostorových oscilací koncentrace xenonu. Izotop Xe-135 vzniká jako štěpný produkt během provozu reaktoru. Jeho vysoký účinný průřez absorpce neutronů ovlivňuje neutronovou bilanci aktivní zóny. Změny koncentrace Xe-135 ovlivňují střednědobou kinetiku reaktoru s časovou konstantou zhruba 10 hodin. Úkolem zónových tyčí je tedy vznikající xenonové oscilace potlačovat.

## Koncepční provedení řídicích tyčí

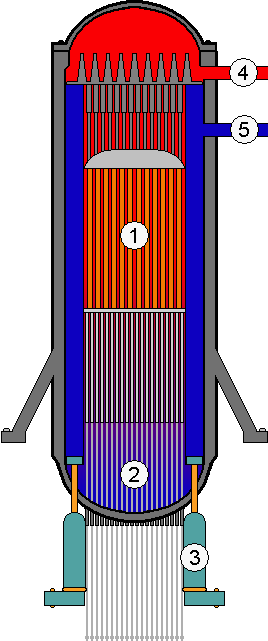
Schéma varného reaktoru BWR: 1 - aktivní zóna reaktoru, 2 - řídicí tyče, 3 - axiální čerpadla, 4 - odvod páry, 5 - přívod chladicí vody.

Pracovní část tyče zahrnuje absorpční prvky. Podle jejich požadované funkce (regulační, kompenzační, havarijní, zónové, vyrovnávací) se může složení a množství absorpčních prvků měnit, čímž se mění i vázaná reaktivita. Tvar absorpční části je závislý na konstrukčním řešení reaktoru. Dokonce i stejné typy reaktorů (ve smyslu fyzikálním) mohou mít odlišné tvary absorpčních částí. Řešení uspořádání mohou být následující:

#### Absorpční tyče tvaru palivové kazety (regulační kazety)
První možností je tzv. tandemové uspořádání, tj. regulační kazety mají dvě části - v dolní je palivo a v horní absorbátor. Samotná regulace tak probíhá jednak zasouváním (vysouváním) části s absorbátorem a zároveň vysouváním (zasouváním) části s palivem do aktivní zóny. V běžném provozním režimu jsou palivové části kazet vytaženy pohonem regulační kazety do aktivní zóny a absorbátory zůstávají nad zónou, takže nemají na štěpnou reakci vliv. Při potřebě utlumení reakce se kazety spouštějí dolů, přičemž palivová část se zasouvá pod aktivní zónu a naopak do aktivní zóny se shora zasouvá část absorpční. Výkon reaktoru se tak řídí hloubkou zasunutí regulační kazety do aktivní zóny.
Tandemové uspořádání je použito například v reaktoru VVER 440 v JE Dukovany.

#### Svazkové absorpční tyče (regulační klastry)
Kromě palivových proutků obsahuje palivový soubor také rovnoměrně rozmístěné vodicí trubky pro zasouvání regulačních klastrů. Vodicí trubky se současně používají jako nosná část palivového souboru. Absorpční tyče jednoho palivového souboru tvoří svazek (regulační klastr), zavěšený na pohyblivé tyči.
Svazkové absorpční tyče sestávají z určitého počtu válcových tyčí spojených na jednom konci tzv. hlavicí svazku. Absorpční proutky připojené k jedné hlavici se pohybují ve vodicích trubkách. Vodicí trubky jsou umístěny v místech vynechaných palivových proutků. 
Regulační klastry jsou použity například v reaktoru VVER 1000 v JE Temelín. Pro reaktory VVER 1000 sestává 4,5 m dlouhý soubor z 312 palivových proutků, centrální měřicí trubky a z 18 rovnoměrně rozmístěných vodicích trubek pro zasouvání regulačních klastrů. Tvar rozložení proutků v souboru je šestiúhelníkový.

#### Absorpční tyče zasouvané mezi palivové články
Tento princip je používán ve varných reaktorech nebo u rektorů moderovaných grafitem či těžkou vodou.
Řídicí tyče jsou zasouvány do mezer mezi palivové soubory při těsném uspořádání mříže palivových elementů (varný reaktor) nebo i válcové tyče zasouvané do kanálů mezi mříží palivových článků s volnou mříží. U varných reaktorů se čtvercovou mříží se u absorpční části řídicí tyče používá tvar dvou překřížených čepelí (kříž). Pokud jsou použity šestihranné kazety, má absorpční část tvar písmene Y. Čepele mohou být vyrobeny jako plný materiál pohlcující neutrony nebo jako duté obsahující práškový karbid bóru (B4C). U varných reaktorů jsou pohony řídicích tyčí umístěny ve spodní části tlakové nádoby z důvodu nedostatku místa v horní části reaktoru, protože se zde nachází separátor a vysoušeč páry.

## Pohony řídicích tyčí

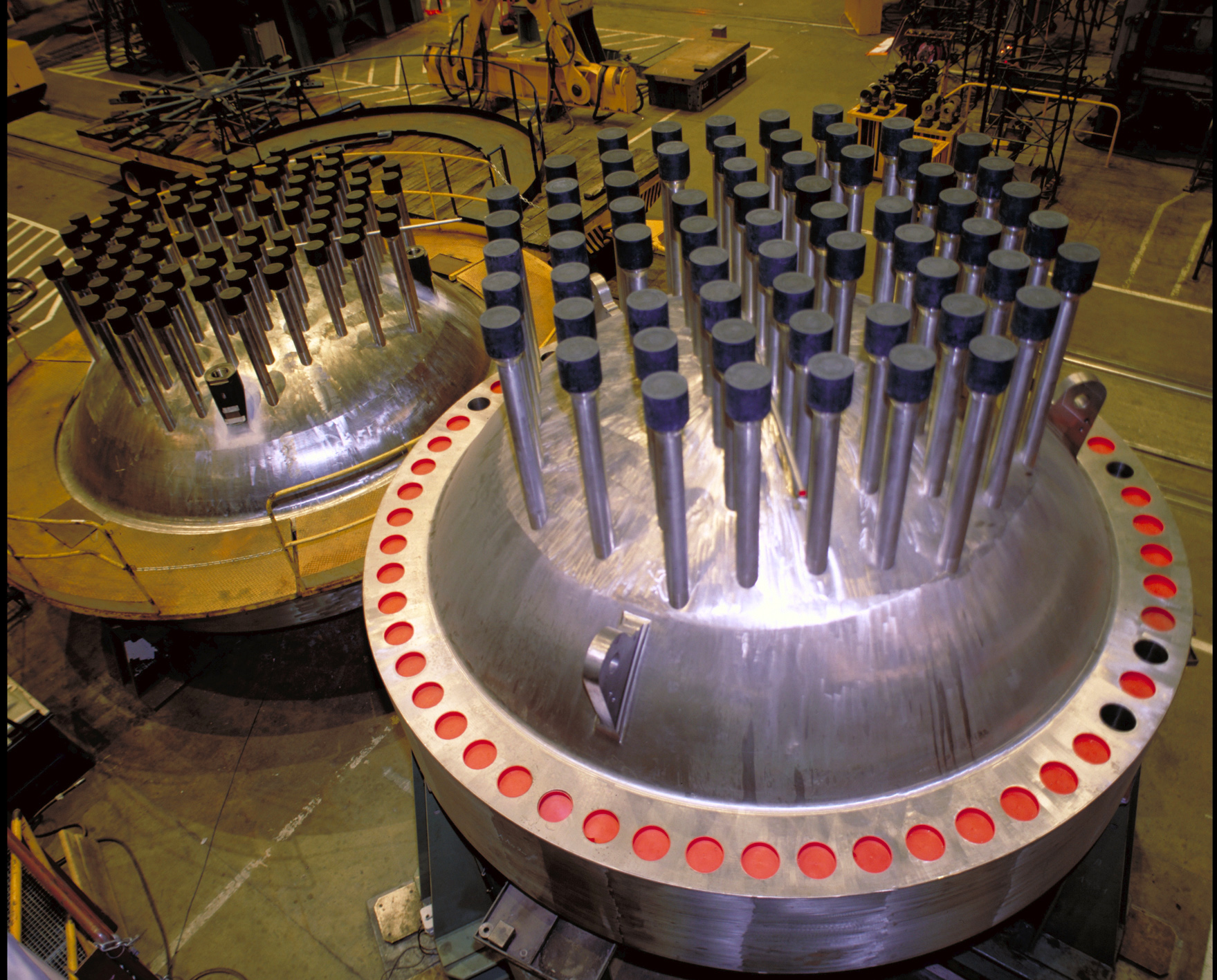
Odnímatelná horní část reaktorové nádoby. Vyvedené trubky zde slouží pro napájení řídicích tyčí a pro vyvedení signálu různých měřicích přístrojů z reaktoru.

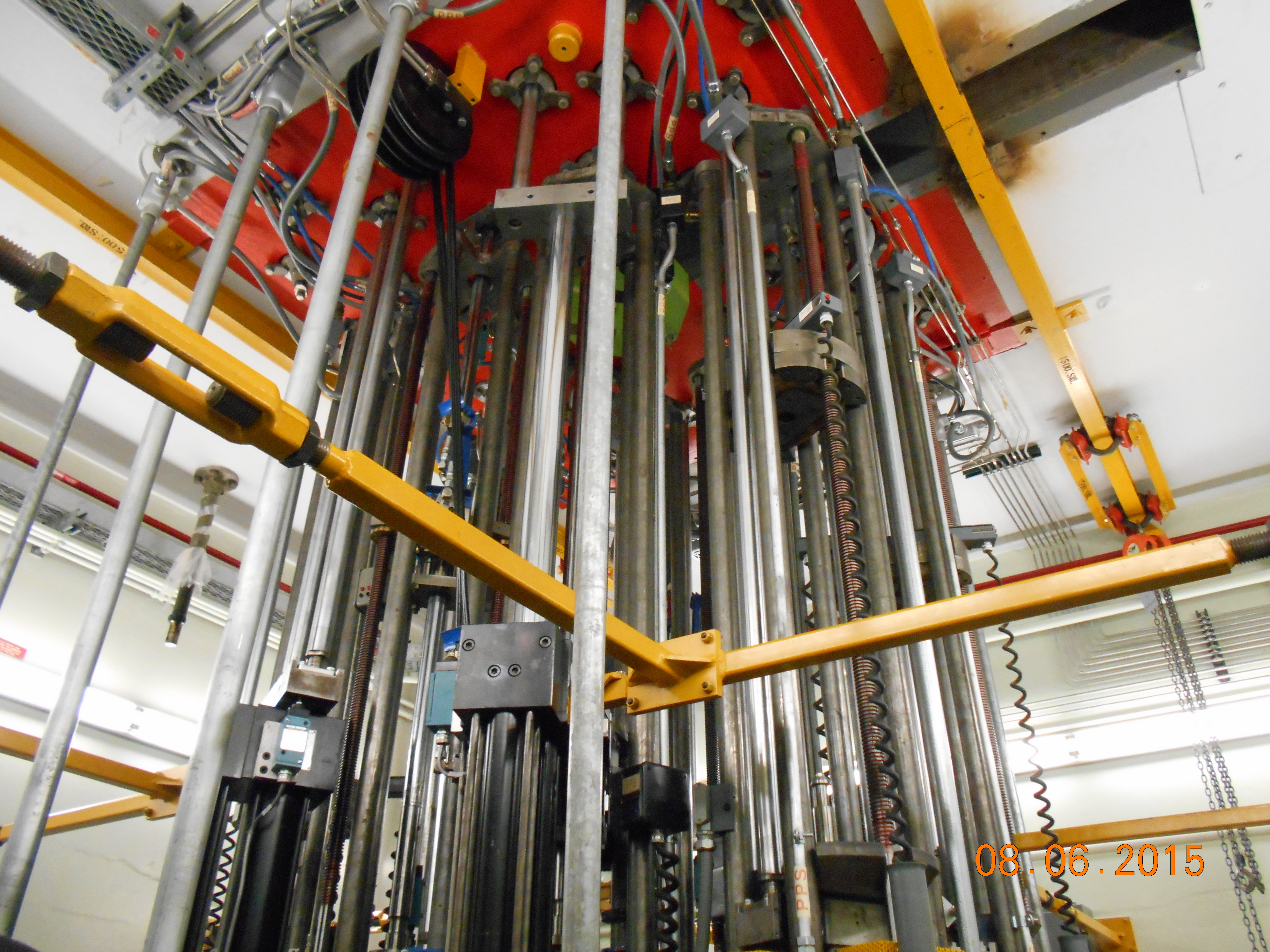
Pohon řídicích tyčí v testovacím reaktoru TREAT.

Pohonem řídicích tyčí nazýváme celek složený z pohonného mechanizmu a hnací jednotky. Úkolem celku je zajištění řízeného pohybu absorpční části řídicí tyče, který je nutný pro správnou funkci regulace výkonu reaktoru. Pohony musí splňovat řadu jak obecných, tak provozních a bezpečnostních požadavků. Ty hlavní jsou:
- dostatečný pracovní zdvih,
- vyloučení samočinného vysouvání regulačního orgánu z aktivní zóny,
- zajištění věrohodné informace o poloze regulačního orgánu i po výpadku napájení,
- dodržování požadované rychlosti pohybu,
- schopnost přesného dosažení požadované polohy,
- spolehlivé spojení absorpční části s regulačním orgánem,
- zajištění těsnosti primárního okruhu v místech připojení regulačního orgánu,
- spolehlivost a rychlost reakce při vzniku signálu havarijní ochrany,
- pojištění proti vysunutí regulačního orgánu v případě ztráty hermetičnosti pohonu.

Pohonné mechanizmy mohou být umístěny vně i uvnitř tlakového prostoru reaktoru. Umístění vně přináší vhodnější podmínky pro samotný pohon a jeho možnou údržbu. Musí se však zajistit spolehlivé těsnění členu, který pohon propojuje s absorpční částí. Bezpečnější zajištění hermetičnosti zajišťuje vnitřní umístění pohonu. Ten se však musí vyrovnat s prostředím chladicího média a špatným mazáním.
Mezi základní typy regulačních mechanizmů patří:
1. elektromagnetické,
2. elektromechanické (lanko navíjené na buben, hřebenová tyč s pastorkem),
3. hydraulické.

Ve většině konstrukcí reaktoru jsou řídicí tyče ukotveny pomocí elektromagnetů. To umožňuje v případě havárie rychle elektromagnety vypnout. Tyče pak spadnou volným pádem do aktivní zóny a zastaví štěpnou reakci. U některých reaktorů se dokonce tyče do aktivní zóny vstřelují, což umožňuje ještě rychlejší zasunutí.
Výjimku tvoří varné reaktory BWR, které mají tyče umístěné zespoda. Proto v případě nouzového odstavení vyžadují hydraulické zasunutí. 
Systém zasouvání tyčí zespoda nemusí být vždy nevýhodný. Naopak to může být výhoda, protože tyče musí být zasouvány hydraulicky. To znamená, že se zasunou i v případě, kdy dojde například ke zkroucení paliva uvnitř reaktoru a poškození kanálů pro absorpční tyče.